# Cortes de Medina del Campo (1302)

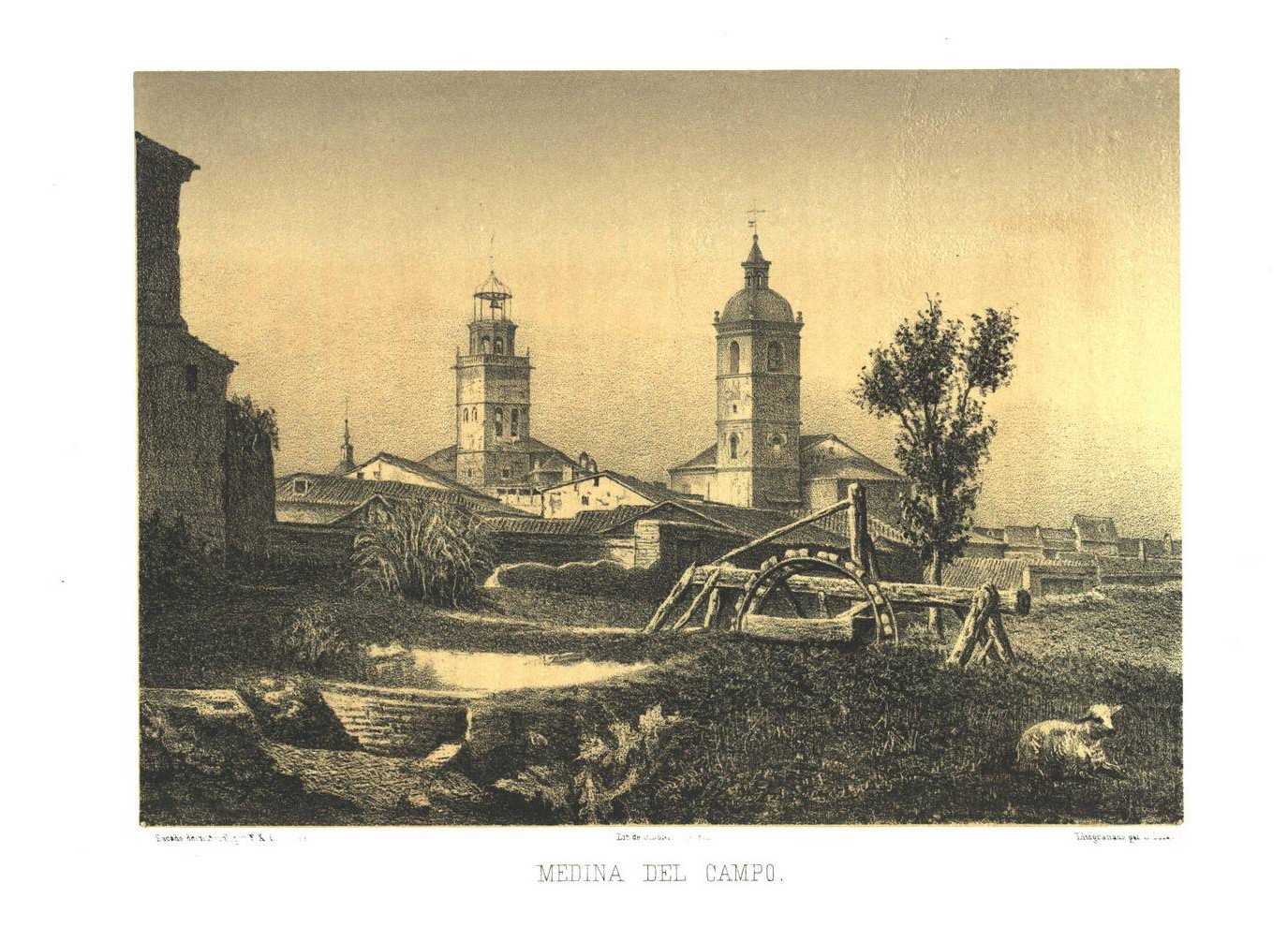
Litografía de 1861 de Medina del Campo realizada por Francisco Javier Parcerisa.

Cortes de Medina del Campo de 1302. Cortes del reino de León celebradas en la ciudad de Medina del Campo entre los meses de mayo y junio de 1302, durante el reinado de Fernando IV de Castilla.
Fueron las primeras Cortes convocadas por Fernando IV de Castilla desde que alcanzó la mayoría de edad, y en ellas se puso de manifiesto una vez más, según afirman diversos historiadores, la «prudencia y habilidad política» de la reina María de Molina, madre de Fernando IV.

## Las Cortes de Medina del Campo de 1302

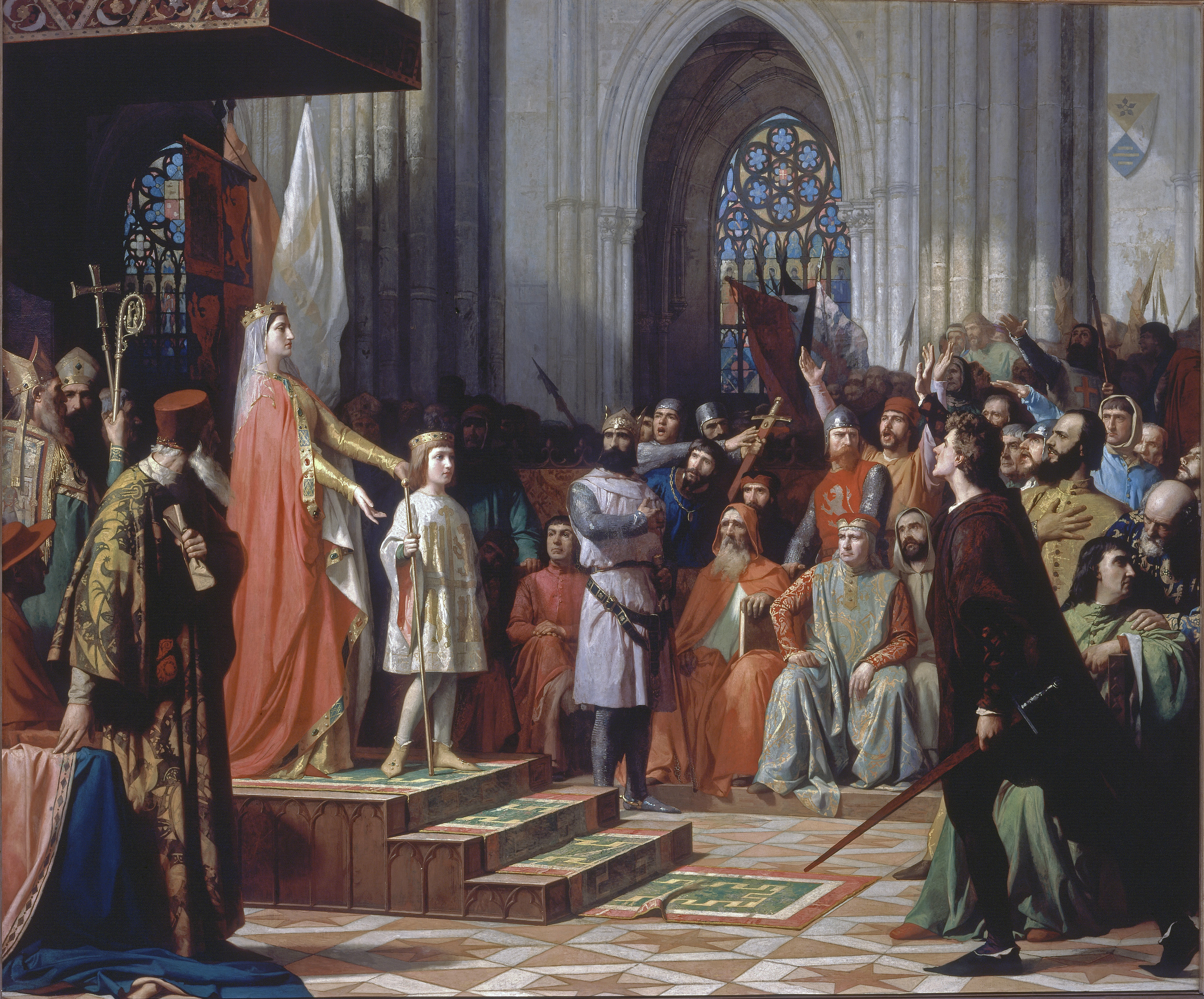
María de Molina presenta a su hijo Fernando IV en las Cortes de Valladolid de 1295. Óleo sobre lienzo de Antonio Gisbert Pérez. 1863. (Congreso de los Diputados de España).

A las Cortes de Medina del Campo de 1302 acudieron los magnates, prelados y hombres buenos de las villas y ciudades de los reinos de León, Toledo y las Extremaduras, ya que los representantes del reino de Castilla se negaron a acudir a ellas y se reunieron poco después en las Cortes de Burgos de 1302.
En las Cortes de Medina del Campo, en las que fue declarada la mayoría de edad del rey Fernando IV, estuvieron presentes el rey, la reina María de Molina, los infantes Juan, Enrique y Pedro, Don Juan Manuel, Alfonso de Valencia, Juan Núñez II de Lara, el infante Alfonso de Portugal, y el magnate gallego Fernando Rodríguez de Castro.
Y también asistieron, según consta en el ordenamiento de las Cortes, los maestres de las órdenes de Calatrava y del Temple, el prior de la Orden del Hospital de San Juan de Jerusalén, y numerosos ricoshombres, magnates, infanzones, caballeros, hombres buenos, y los representantes de los concejos de los reinos de León, Toledo y las Extremaduras. Por parte del estamento eclesiástico acudieron, entre otros, Gonzalo Díaz Palomeque, arzobispo de Toledo, primado de España, y canciller mayor de Castilla, y los obispos de Ávila, Sigüenza, Coria, Osma y Astorga. Los representantes de los concejos concedieron cinco servicios a Fernando IV, siendo uno de ellos para el propio rey y los cuatro restantes para pagar las soldadas de los nobles.
La Crónica de Fernando IV señala que, durante las Cortes de Medina del Campo de 1302, el infante Juan de Castilla, tío de Fernando IV, y Juan Núñez II de Lara, señor de Lara, intentaron indisponer al rey con su madre, la reina María de Molina, acusándola de mala administración durante el período de la minoría de edad del rey, y de haberse apoderado de importantes sumas de dinero, aunque posteriormente se demostró la falsedad de dichas acusaciones cuando Nuño, abad de Santander y canciller de María de Molina, revisó e hizo público el estado de las cuentas de la reina, quien no sólo no se había apropiado de los fondos de la Corona, sino que había contribuido con sus propias rentas al sostenimiento de la monarquía. Por otra parte, consta que la reina María de Molina afirmó que:

Jamás se apartaría de los interesses de su hijo, porque esso sería, demás de malograr lo mucho que por él havía padecido, dar mal egemplo al mundo, poniendo borrón en sus procedimientos, y que estaba resuelta a padecer por el Rey aquello, y mucho más que maquinasen contra ella, antes que degenerar en la cosa más mínima.

Además, la Crónica de Fernando IV, refiriéndose a la austeridad de la reina María de Molina, señala que «non fincó con ella más de un vaso de plata con que bebía, e comía en escudillas de tierra», aunque el historiador César González Mínguez señala que esa imagen de «absoluta pobreza» es probablemente falsa y, tal vez, un simple recurso retórico para exaltar la figura de la reina y la honradez de su gestión económica.

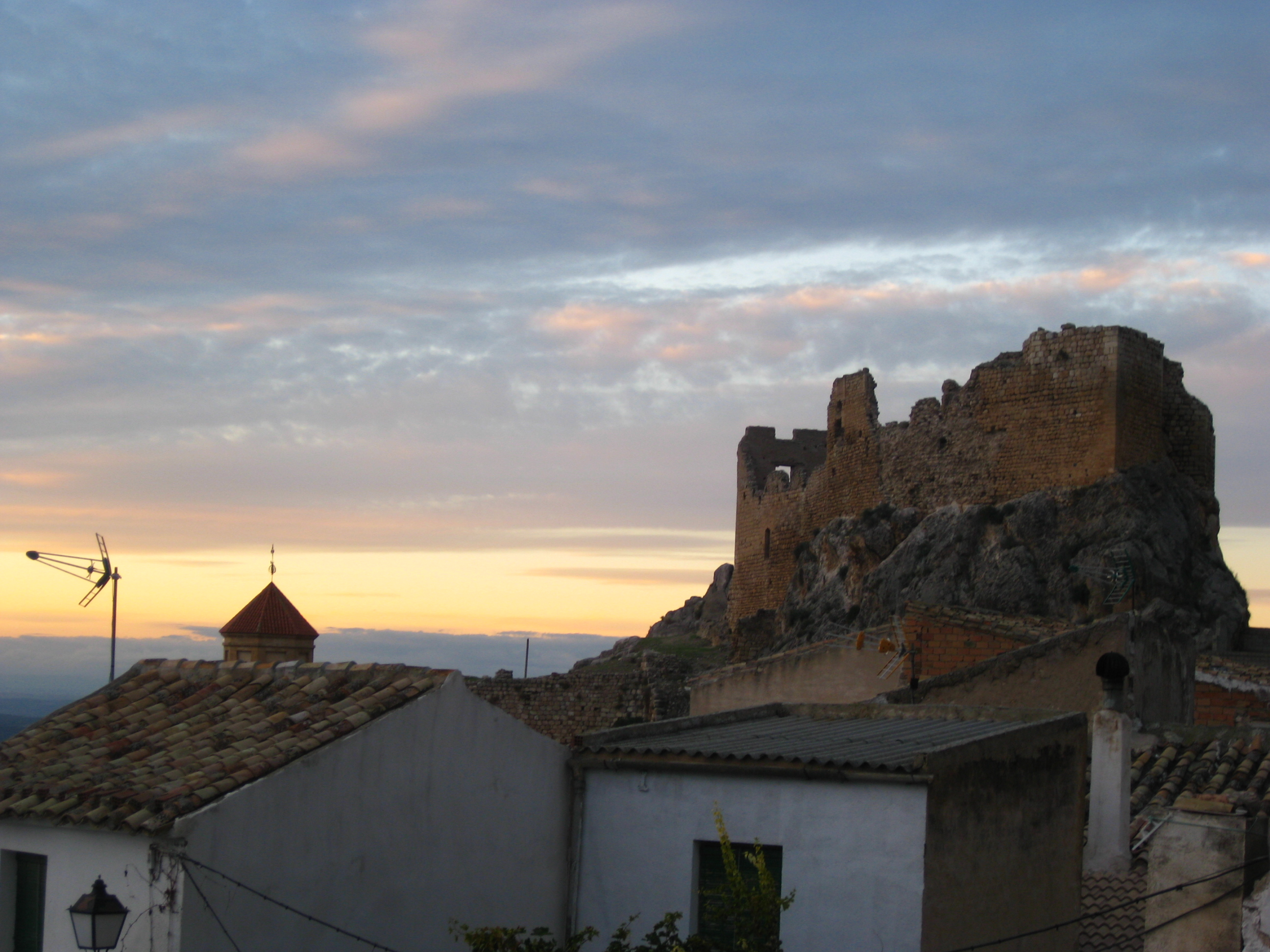
Castillo viejo de Bedmar.

Durante el enfrentamiento entre Fernando IV y su madre, el obispo de Ávila, Pedro González de Luján, actuó como emisario entre los procuradores del reino y la reina María de Molina, y debido a la hostilidad que Fernando IV demostraba a su madre, los procuradores comunicaron a la reina madre que, si ella lo creía conveniente, abandonarían la reunión de Cortes, regresarían a sus lugares de origen, y se reunirían posteriormente donde ella creyera más conveniente, pero la reina no aceptó la propuesta a fin de no debilitar la posición de su hijo ni el prestigio de la monarquía.
Mientras se celebraban las Cortes de Medina del Campo, falleció el rey Muhammad II de Granada y fue sucedido en el trono por su hijo, Muhammad III de Granada, quien atacó el reino de Castilla, conquistó la localidad jiennense de Bedmar y algunos castillos cercanos, y se apoderó de un cuantioso botín. Y cuando Fernando IV tuvo conocimiento de ello, aprobó en las Cortes algunas medidas en favor de los que vivían en la frontera con el reino nazarí de Granada.
Se conservan tres copias del ordenamiento de las Cortes de Medina del Campo, siendo una de ellas la que se envió a la ciudad de Astorga, fechada el día 1 de junio de 1302, otra a Cuéllar, fechada el día 4 de junio del mismo mes, y la tercera fue la remitida a la ciudad de Segovia, que fue publicada por Antonio Benavides Fernández de Navarrete en el tomo II de las Memorias de Fernando IV de Castilla, y también por la Real Academia de la Historia en el primer tomo de las Cortes de los antiguos Reinos de León y de Castilla, publicado en 1861. El manuscrito original de esta última copia se encuentra en el Archivo Municipal de Segovia, y fue transcrito por Pascual de Gayangos y Arce, historiador y académico de la Real Academia de la Historia.
Por otra parte, el historiador José Sánchez-Arcilla Bernal destaca que al alcanzar Fernando IV la mayoría de edad, se produjo un cambio sustancial en el modo de responder a las peticiones de los procuradores, pues en las Cortes de Valladolid de 1295 el infante Enrique de Castilla, que fue tutor del rey durante su minoría de edad, tuvo que jurar «sobre los evangelios y la cruz» que guardaría y respetaría las disposiciones aprobadas en dichas Cortes. Y sin embargo, el mismo historiador destaca que en estas Cortes de Medina del Campo desapareció ese compromiso o pacto entre los procuradores y el monarca, y fue sustituido por disposiciones reales en forma de «mercedes», que eran convertidas por el rey en un ordenamiento, a pesar de que los acuerdos alcanzados en las Cortes «carecían de valor normativo» y eran simplemente normas con «carácter general que el monarca mandaba respetar».
Según consta en un documento otorgado el día 21 de junio de 1302, poco después de que finalizaran las Cortes de Medina del Campo, el papa Bonifacio VIII envió una carta a Fernando IV en la que le animaba a reconciliarse con sus parientes, los infantes de la Cerda, que se encontraban en guerra con Fernando IV desde que comenzó a reinar, y como emisarios del papa actuaron el arzobispo de Toledo y Simón Girón de Cisneros, obispo de Sigüenza, pero Fernando IV se opuso a la reconciliación, argumentando que sus parientes continuaban haciéndole la guerra y devastando su reino, aunque el rey declaró que «recibía con afecto» la propuesta del pontífice.
El arzobispo de Toledo, Gonzalo Díaz Palomeque, se opuso a que se impusieran tributos a los vasallos de la Iglesia, y el día 12 de noviembre de 1302 Fernando IV concedió a dicho prelado la mitad de los servicios que se recaudaran entre los vasallos del arzobispado de Toledo, reservándose el rey la otra mitad. Además, el rey se vio obligado a intervenir nuevamente en el pleito que mantenían el concejo de Illescas y el arzobispo de Toledo, a pesar de que el día 11 de mayo de 1302 el rey había emitido una sentencia favorable al arzobispo y al cabildo catedralicio de Toledo.

### Disposiciones generales

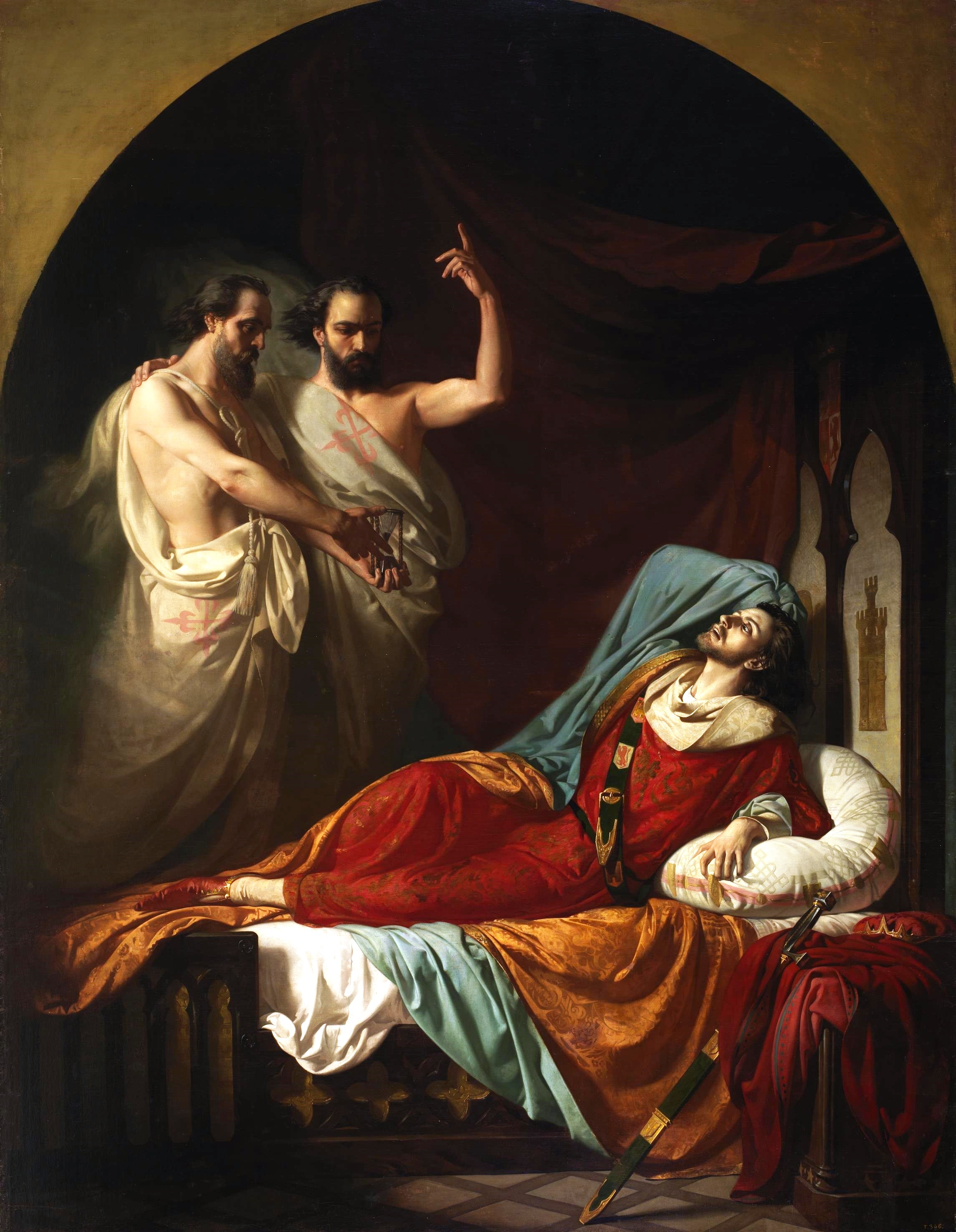
Últimos momentos de Fernando IV el Emplazado. Óleo sobre lienzo de José Casado del Alisal. 1860. (Palacio del Senado de España).

- Fernando IV confirmó a las villas y ciudades del reino todos los fueros, buenos usos y buenas costumbres que les hubieran sido concedidas por sus predecesores en el trono,[1] y también confirmó los privilegios y cartas de merced otorgadas por los reyes anteriores que él había confirmado anteriormente.[6]
- El rey dispuso que nadie debería quebrantar el ordenamiento de estas Cortes o alguna de las disposiciones contenidas en él, ya que los que lo hicieran sufrirían la «ira de Dios» y la del propio monarca, y deberían pagar una multa de 10.000 maravedís «de la moneda nueva», y a los afectados todo el daño que les hubieran ocasionado doblado.[24]
- Los procuradores se quejaron al rey de los muchos agravamientos que habían recibido en muchas cosas, y solicitaron al rey que en lo sucesivo no les fuesen hechos, y que el rey dispusiera lo mejor a fin de lograrlo y no consintiera que ninguno atentase contra esta petición.[6] Y el rey aprobó su petición y manifestó que:[6]

Entendiendo que me pidien derecho e que es muy grant mi seruicio, et porque sienpre siruieron muy bien e verdadera mientre a los rreyes donde yo vengo, et sennalada mientre siruieron e siruen a mi assi como uasallos buenos e leales deuen seruir a su sennor natural...

- Al igual que en las Cortes de Burgos de 1301,[25] los procuradores solicitaron al rey que no reuniera Cortes por separado para cada uno de los reinos, sino que las Cortes fueran únicas para todos ellos, lo que demuestra, en opinión de diversos autores, que ya existía «una clara conciencia unitaria de Castilla y León».[25] Y Fernando IV se mostró complacido, aprobó la petición, y argumentó que había convocado Cortes por separado hasta entonces para evitar las peleas y reyertas que pudieran ocurrir.[26][27]
- Los procuradores solicitaron al rey que otorgase nuevamente todos los privilegios y cartas de merced que había concedido desde que comenzó su reinado, y que los hiciera guardar y cumplir «mejor que fueron guardados» hasta entonces, pues los procuradores se quejaron al rey de los daños ocasionados por los numerosos privilegios y cartas emitidos por la cancillería real que atentaban contra los fueros, privilegios o mercedes de las ciudades, villas y demás lugares del reino.[6] Y el rey respondió que examinaría cada caso y lo libraría como tuviera por bien y con arreglo al derecho, y además confirmó todas las disposiciones aprobadas en las Cortes de su reinado, que comenzó en 1295, ya se tratara de peticiones generales formuladas por todos los concejos, o de peticiones particulares de cada uno de ellos,[28] siempre que no perjudicaran o hicieran tuertos a otros lugares o personas.[6]
- Fernando IV garantizó, a petición de los procuradores, la seguridad de todos los hombres buenos cuando acudieran a las Cortes, y ordenó que deberían darles «posadas en las villas»,[27] aunque dicho asunto había sido ya debatido en las Cortes de Valladolid de 1300,[25] y manifestó que haría escarmentar todos los daños que hubieran sufrido hasta entonces.[29]
- El rey dispuso, a petición de los procuradores, que elegiría a varios caballeros buenos de las villas para que permanecieran junto a él y le ayudasen a librar los pleitos en la Corte, como ya lo hicieron otros monarcas anteriores.[30] Además, esta disposición seguía a otra aprobada por Fernando IV en las Cortes de Cuéllar de 1297, durante su minoría de edad,[31] y en esta ocasión el rey matizó, como destacan algunos historiadores, que «ante(s) que me lo ellos pidiesen lo tenia ordenado delo facer», por lo que da a entender que se trató de una iniciativa del propio rey.[25]
- Fernando IV se comprometió, a petición de los procuradores, a vigilar el estado en que se encontraban las fronteras del reino y a hacerles «bien e mercet» a los que habitaban en ellas, para que pudieran mantenerse.[30]
- También se comprometió el rey, a petición de los procuradores, a hacer «mucho bien e mucha mercet» a Galin Gilez Dalmaçan y a sus parientes.[30]
- En el ordenamiento de las Cortes consta que los procuradores de las Extremaduras solicitaron al rey algo relacionado con los fueros de algunos lugares de su territorio, pero la petición está incompleta, y algunos historiadores señalan que «parece faltar algo en el (manuscrito) original».[30]
- Fernando IV decretó, a petición de los procuradores, que los caballeros de un lugar o la mayor parte de ellos podrían elegir a los oficiales en aquellos lugares donde por fuero[32] o privilegio podían hacerlo.[24] Los procuradores que acudían a las Cortes representaban a las oligarquías dominantes en las ciudades y, por ello, diversos historiadores destacan que muchas de las peticiones que dirigían al rey estaban encaminadas a reforzar el poder de esas oligarquías urbanas.[33]

## Disposiciones relativas a la cancillería
- El rey ordenó que los ordenamientos de estas Cortes estarían exentos de pagar los gastos de cancillería.[30]
- Los procuradores solicitaron al rey que la cancillería real no emitiera cartas desaforadas que atentasen contra los fueros, privilegios o cartas de las villas y ciudades del reino,[32] y que los alcaldes y los aportellados no estuvieran obligados a cumplirlas.[6] Y el rey se comprometió a seleccionar a varios hombres buenos de Castilla, León, Toledo y las Extremaduras, a los que proporcionaría un salario digno a fin de que viviesen en la Corte, para que impidieran que la cancillería emitiera documentos fraudulentos,[32] y el rey también dispuso que cuando esas cartas fueran emitidas, dichos hombres buenos deberían ponerlas en recaudo e informarle, para que él resolviera el asunto con arreglo al derecho.[34]
- También dispuso el rey, a petición de los procuradores, que no se cobraría en concepto de gastos de cancillería más de lo establecido en el ordenamiento que hizo al respecto Sancho IV, y que en caso de que solicitaran una cantidad mayor de la dispuesta en el mismo, el canciller y el notario del reino correspondiente no debería permitirlo, y si se entablara un pleito sobre ello debería librarlo el notario correspondiente.[30]

## Disposiciones tributarias

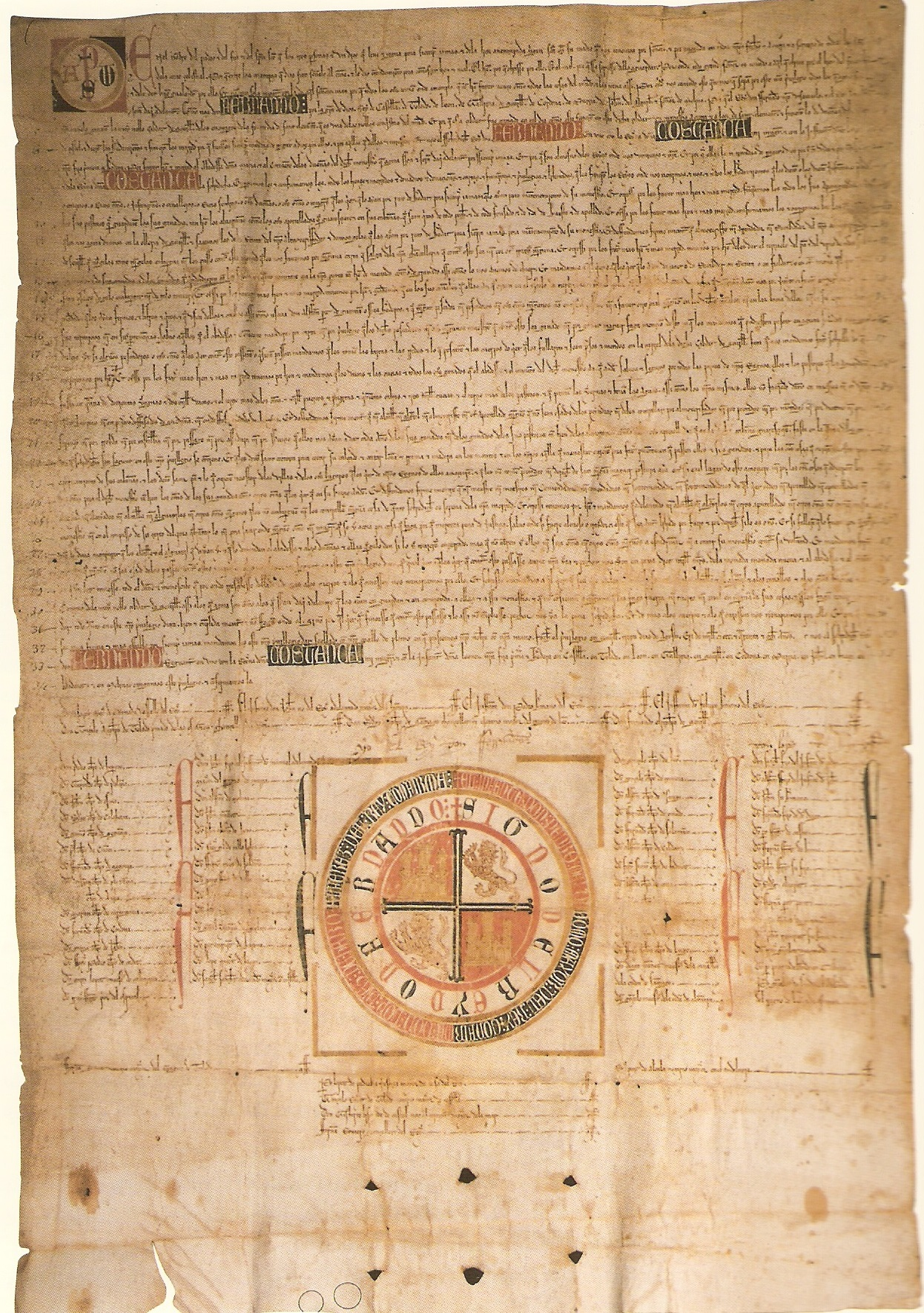
Privilegio rodado concedido por Fernando IV en 1310 al monasterio de San Clemente de Sevilla.

- Los procuradores solicitaron al rey que los pechos reales no fueran arrendados a ninguna persona, y que los judíos o los musulmanes no fueran cogedores de los mismos.[35] Pero el rey respondió que bien sabían los procuradores el lamentable estado en que se encontraba la hacienda real, la urgente necesidad que él tenía de recibir fondos,[36] y las noticias que le llegaban cada día desde la frontera, y por todo ello manifestó que dispondría lo más conveniente para que la frontera fuera socorrida, el territorio quedara asegurado, y él fuera mejor servido.[27]
- También solicitaron los procuradores al rey que suprimiera las cuentas y las pesquisas sobre la recaudación de los tributos, y el rey respondió que:[37][38]

Tengo por bien que aquellos que cogieron los seruicios de la sisa e otros pechos por el Rey Don Sancho mio padre que Dios perdone e por mi de que el lo quitó aca, quelos cogedores principales quelos cogieron en fialdat que me den cuenta, e sobre la cuenta que fagan pesquisa; e los quelo cogieron por rrenta o por cabeca que den cuenta de commo pagaron la rrenta o la cabeza, e que fagan otrosi la pesquisa sobre ellos en aquellos logares do la pidieren los pecheros, e aquello que fallaren por la pesquisa que lleuaron dela tierra commo non deuien, quelo tornen a aquellos de quien fue tomado, saluo lo que el Rey mio padre e yo quitamos, que non den cuentas nin fagan pesquisa sobre ello. E si alguno delos que cogieron la sisa fueron finados al tienpo queles demandaren esta cuenta de la sisa, que sus mugeres nin sus herederos non sean tenudos de dar esta cuenta, jurando quela non pueden dar, e esto sea do non se podiere mostrar rrecabdo de escriuano publico; e delos pechos que derramaron los concejos e los pecheros entre si para sus cosas que ouieron mester; e que si mas cogieron delo quelos concejos ouieron mester, e los concejos e los pecheros me lo querellaren a mi, que yo pueda saber verdat de ello, e lo mande tornar a aquellos a quien lo tomaron; e guardando aquello que dicho es en aqueste capítulo, quitoles todas las otras cuentas e pesquisas e demandas que contra ellos podran auer en rracon de estas cuentas e de estas pesquisas.

- Fernando IV ordenó, a petición de los procuradores, que los cogedores encargados de recaudar los pechos en territorio segoviano recaudaran también los de ambos lados de la Sierra de Segovia, ya que hasta entonces siempre se había hecho así.[24]
- Los procuradores se quejaron al rey de los daños que recibían los habitantes del reino a causa de la recaudación de los pechos y derechos reales, y solicitaron al monarca que dichos tributos fueran recaudados exclusivamente por los cogedores del rey. Y este respondió que los pechos y derechos de la Corona deberían ser recaudados exclusivamente por los cogedores reales, y que las caloñas y todo lo relativo a la justicia debería ser tomado por los oficiales del lugar en «razón de la morada». Además, el rey se comprometió a vigilar para que los derechos de sus vasallos fueran guardados y respetados.[27]
- Los procuradores solicitaron al rey que la sal no se vendiera a «mas del tanto», como había sido dispuesto por el rey Alfonso X, y el rey aprobó la petición.[39]
- También se quejaron los procuradores de que, valiéndose de cartas u órdenes reales, unas villas eran prendadas por otras a causa del pago de los pechos reales, y también «por otras cosas», y el rey dispuso que en lo sucesivo no se harían prendas y que las realizadas hasta entonces serían examinadas por él.[30]